# Vogel (Berg)
Der Vogel (ausgesprochen Wogel, slowenisch für Eck) ist ein 1922 m. i. J. hoher Berg in den Julischen Alpen in Slowenien. Er ist vor allem für das gleichnamige Skigebiet bekannt, das bis knapp unterhalb des 1880 m hohen Vorgipfels Šija führt.

## Lage und Umgebung
Der Vogel liegt etwa 25 km westsüdwestlich von Bled im Südostteil der Julischen Alpen. Er ist Bestandteil eines Gebirgskammes, der sich hier vom Gebirgspass Vratca (auch Bogatinsko Sedlo genannt, 1803 m) in west-östlicher Richtung erstreckt und nach Osten hin über den Sattel Vratca (1668 m) zum einen Kilometer entfernten Vorgipfel Šija führt. Nach Südwesten entsendet der Vogel einen ausgeprägten Grat, den Žabiški Kuk, der auf einem 1844 m hohen Vorgipfel endet. Im Nordosten des Berges erstreckt sich der Talschluss des Wocheiner Tals mit dem Wocheiner See (Bohinjsko jezero). Südwestlich liegt Tolmin im Tal der Soča.
Der Berg ist bis in eine Höhe von etwa 1300 m bewaldet, oberhalb davon prägen Latschenkiefern und schrofendurchsetzte alpine Matten das Bild. Das Gebiet ist Bestandteil des Triglav-Nationalparks.

## Skigebiet

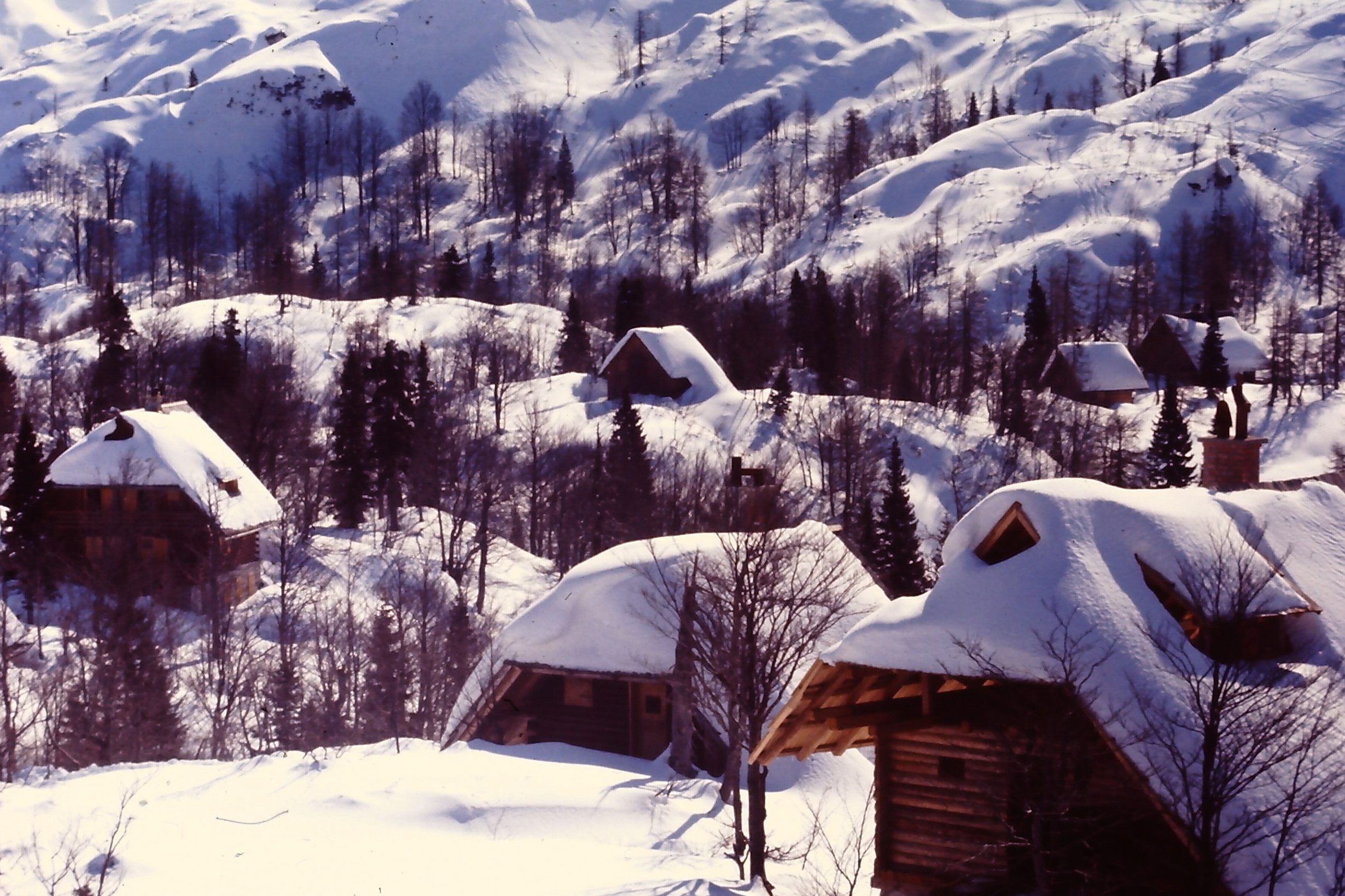
Hütten im Skigebiet Vogel Bohinj (um 1970)

Das Skigebiet Vogel erschließt die Hänge des Berges von Norden, von der Siedlung Ukanc (569 m) am Westufer des Wocheiner Sees aus. Eine Seilbahn führt bis zum Plateau Rjava skala auf einer Seehöhe von 1537 m, von wo aus sich eine Aussicht über das Gebiet der Wochein bietet. Darüber hinaus umfasst das Skigebiet fünf Sessellifte und einen Snowboardpark. Der höchste durch Lifte erschlossene Punkt ist die Bergstation postaja Šija (auch Plato genannt) auf 1790 m.
Die Erschließung für den Skisport begann im Jahr 1964. Die Seilbahn wurde 2001 renoviert. Sie ist im Gegensatz zu den anderen Liften auch im Sommer in Betrieb.

## Wege
Der Vogel ist wegen seiner leichten Erreichbarkeit und der guten Aussicht bei Wanderern beliebt. Der leichteste und kürzeste Anstieg führt von der Seilbahnstation auf einem einfachen markierten Wanderweg zum Gipfel. Weitere Wege von Ukanc im Norden, von Tolminske Ravne (ca. 900 m) oberhalb von Tolmin im Südwesten und von Kneške Ravne (ca. 800 m) im Südosten sind ebenfalls nicht schwierig, aber wesentlich länger. Darüber hinaus ist die Besteigung des Vogels Bestandteil der Gratüberschreitung. Im Winter ist der Vogel ein beliebtes Skitourenziel. Schutzhütten im Bereich des Berges sind die Koča Merjasec na Voglu bei der Seilbahnbergstation (1535 m) und die Koča na planini Razor (1315 m) am Weg von Tolminske Ravne im Südwesten.